# Sierra Leone na Letních olympijských hrách 2008
Sierra Leone se účastnilo Letní olympiády 2008. Zastupovali ho 3 sportovců (2 muži a 1 žena) ve 2 sportech. Sierra Leone nezískalo žádnou medaili.